# Fairlands
Fairlands – wieś w Anglii, w hrabstwie Surrey, w dystrykcie Guildford. Leży 44 km na południowy zachód od centrum Londynu. Miejscowość liczy 1444 mieszkańców.